# Sandra Gasparini
Sandra Gasparini née le 28 novembre 1990 à Vipiteno est une lugeuse italienne.

## Carrière
En équipe nationale depuis 2004, elle est médaillée d'argent dans l'épreuve par équipe aux Championnats du monde 2007 alors qu'elle encore junior. Elle participe en 2010 à ses premiers Jeux olympiques et termine vingtième.
En 2014, elle prend part aux Jeux olympiques de Sotchi puis décide de prendre sa retraite sportive.

## Palmarès

### Jeux olympiques
- Vancouver 2010 : 20e
- Sotchi 2014 : 14e en individuel et 5e en relais

### Championnats du monde
- 1 médaille d'argent : par équipes à Igls en 2007
- Meilleur résultat individuel : 9e en 2012 à Altenberg

### Championnats d'Europe
- 1 médaille d'argent : par équipes à Oberhof en 2013
- 3 médailles de bronze : par équipes à Cesana en 2008, Paramonovo en 2012, Sigulda en 2014

### Coupe du monde
- Meilleur classement général: 8e en 2013.
- 17 podiums par équipes dont 3 victoires.